# Osiedle Króla Jana III Sobieskiego (Słupsk)
Osiedle Króla Jana III Sobieskiego – osiedle zlokalizowane w zachodniej części miasta. Graniczy od wschodu z centrum miasta, i linią kolejową. Jest częścią większej dzielnicy Zatorze w Słupsku. Zabudowa to głównie bloki mieszkalne 4-piętrowe.